# Camille Enlart
Désiré Louis Camille Enlart, född 22 november 1862, död 14 februari 1927, var en fransk arkeolog och konsthistoriker.
Enlart arbetade vid museer och bibliotek i Paris och gjorde forskningar rörande de medeltida monumenten i Nordfrankrike, Italien och östra Medelhavsområdet. 1903 blev han direktör för Trocadéromuseet för jämförande bildhuggarkonst. Särskilt på den gotiska stilperiodens område blev Enlat en av Europas främsta forskare. Hans främsta arbete är Manuel d'archéologie française (3 band, 1902-1916), omfattande den kyrkliga arkitekturen, den världsliga arkitekturen och dräkthistorien. Bland hans många övriga arbeten märks L'art gothique et la renaissance en Chypre (1899) och Les monuments des Croisés dans le royaume de Jérusalem (2 band, 1925-1928).